# Sewall’s Point
Sewall’s Point ist eine Stadt im Martin County im US-Bundesstaat Florida mit 1996 Einwohnern (Stand: 2010).

## Geographie
Sewall’s Point liegt auf einer schmalen Halbinsel an der Mündung des St. Lucie River in den Indian River (einen Teil des Intracoastal Waterway) an der Ostküste Floridas. Die Stadt grenzt im Westen direkt an Stuart und liegt etwa 160 km nördlich von Miami.

## Demographische Daten
Laut der Volkszählung 2010 verteilten sich die damaligen 1996 Einwohner auf 927 Haushalte. Die Bevölkerungsdichte lag bei 623,8 Einw./km². 97,5 % der Bevölkerung bezeichneten sich als Weiße, 0,6 % als Afroamerikaner und 1,0 % als Asian Americans. 0,6 % gaben die Angehörigkeit zu einer anderen Ethnie und 0,5 % zu mehreren Ethnien an. 3,1 % der Bevölkerung bestand aus Hispanics oder Latinos.
Im Jahr 2010 lebten in 29,8 % aller Haushalte Kinder unter 18 Jahren sowie 40,6 % aller Haushalte Personen mit mindestens 65 Jahren. 79,8 % der Haushalte waren Familienhaushalte (bestehend aus verheirateten Paaren mit oder ohne Nachkommen bzw. einem Elternteil mit Nachkomme). Die durchschnittliche Größe eines Haushalts lag bei 2,52 Personen und die durchschnittliche Familiengröße bei 2,81 Personen.
23,9 % der Bevölkerung waren jünger als 20 Jahre, 8,4 % waren 20 bis 39 Jahre alt, 35,4 % waren 40 bis 59 Jahre alt und 32,5 % waren mindestens 60 Jahre alt. Das mittlere Alter betrug 52 Jahre. 48,0 % der Bevölkerung waren männlich und 52,0 % weiblich.
Das durchschnittliche Jahreseinkommen lag bei 108.125 $, dabei lebten 3,2 % der Bevölkerung unter der Armutsgrenze.
Im Jahr 2000 war Englisch die Muttersprache von 94,62 % der Bevölkerung, spanisch sprachen 1,85 % und 3,53 % hatten eine andere Muttersprache.

## Verkehr
Sewall’s Point wird von der Florida State Road A1A durchquert. Der nächste Flughafen ist der Palm Beach International Airport (rund 70 km südlich).

## Kriminalität
Die Kriminalitätsrate lag im Jahr 2010 mit 84 Punkten (US-Durchschnitt: 266 Punkte) im niedrigen Bereich. Es gab eine Vergewaltigung, fünf Einbrüche und zwölf Diebstähle.